# Jorge Rinaldi
Jorge Roberto Rinaldi Pilypas (Buenos Aires, Argentina, 23 de marzo de 1963) es un exfutbolista argentino que jugaba como delantero. Actualmente trabaja como periodista deportivo en la Señal de TNT Sports Argentina desde el año 2021. Es hermano de Osvaldo Rinaldi.

## Selección nacional
Rinaldi integró la selección de fútbol de Argentina entre 1983 y 1985, llegando a formar parte del plantel que disputó la Copa América 1983.

## Trayectoria

### Clubes
| Club                  | País      | Año       |
| --------------------- | --------- | --------- |
| San Lorenzo           | Argentina | 1980-1985 |
| Sporting de Gijón     | España    | 1985-1986 |
| Boca Juniors          | Argentina | 1986-1988 |
| River Plate           | Argentina | 1988-1989 |
| Genclerbirligi Ankara | Turquía   | 1988-1989 |
| San Lorenzo           | Argentina | 1990-1992 |

## Palmarés

### Campeonatos nacionales
| Título    | Club        | País      | Año  |
| --------- | ----------- | --------- | ---- |
| Primera B | San Lorenzo | Argentina | 1982 |